# Alan White (baterista de Oasis)
Alan White (Londres, 26 de maio de 1972) foi o baterista da banda Oasis durante 9 anos. Chegou em 1995, substituindo Tony McCarroll, que, segundo Noel Gallagher - líder da banda - não possuía técnica suficiente para as novas vertentes musicais do conjunto.
Alan White é irmão mais novo de Steve White, grande baterista que tocou anos com Paul Weller e The Who.

## Álbuns gravados
- (What's the Story) Morning Glory?[1] (1995)
- Be Here Now (1997)
- The Masterplan[2] (1998)
- Standing on the Shoulder of Giants (2000)
- Heathen Chemistry (2002)